# 뉴 미디어
뉴 미디어(new media)는 20세기 후반부터 통용된 매체 연구 용어로서 영화, 그림, 음악, 언어, 문자 등의 전통적인 전달 매체에 컴퓨터와 통신 기술, 스마트 모바일 기기, 인터넷 등이 갖는 높은 상호작용성이 더해져 만들어진 새로운 개념의 매체를 가리킨다. 대표적인 예로, 문자 다중 방송, 인터넷, IPTV 서비스 등이 있다. 뉴 미디어를 통하면 원하는 콘텐츠를 언제 어디서나 어떤 기기를 통해서도 접근할 수 있으며, 콘텐츠에 대한 이용자의 자유로운  피드백을 허용하여 높은 상호작용성을 갖는다. 또한 다수의 참여를 통해 특정 콘텐츠에 대한 창발적인 공동체를 형성할 수 있으며 결과적으로 콘텐츠의 창작과 공표, 유통, 소비로 이어지는 일련된 과정의 "민주화"를 이루어낼 수 있다. 뉴 미디어는 전통적인 매체와 달리 디지털화된 콘텐츠를 가지며 빠른 시간내 많은 양의 콘텐츠가 생성될 수 있다는 특징도 갖는다.

## 대표적인 예
"디지털 TV"로 재생되는 영화 자체는 뉴 미디어로 보기 어렵지만 락밴드의 인터넷 홈페이지 주소가 적힌 공연 홍보 포스터는 뉴 미디어로 볼 수 있다. 온라인 자유 백과사전인 "위키백과"는 뉴 미디어의 특징을 갖는 대표적인 매체로서 인터넷을 통해 접근 가능한 디지털화된 문서, 그림, 동영상과 링크 등을 포함하고 불특정 다수의 자유로운 참여가 가능하며 제작자와 사용자 간의 자유로운 피드백이 오갈 수 있다. "뉴 미디어"라고 규정되는 대부분의 기술들은 디지털화되어있으며 항상 변화하고 공유 가능하며 압축적이고 상호작용적이다. 인터넷과 웹사이트, 컴퓨터 멀티미디어, 컴퓨터 게임, CD롬, IPTV 서비스 등이 대표적 예이다. 반면 TV 프로그램과 피처필름, 잡지, 책, 종이 인쇄물 등은 디지털 상호작용성을 갖지 않으면 뉴 미디어라고 부르지 않는다.

## 뉴미디어의 활용
뉴 미디어의 발달로 인해 뉴미디어 마케팅이 발달하기도 하였는데, 뉴미디어 마케팅이란 상품이나 서비스 판매 또는 기업 홍보에 있어서 새로운 매체 활용하는 마케팅 전략을 말한다. 현재 다양한 기업에서 뉴미디어 마케팅을 방식을 이용해 기업과 그들의 제품을 홍보하고 있으며 이는 특히 페이스북, 인스타그램 등의 SNS를 통해 주로 이뤄지고 있다. 이렇게 뉴미디어를 활용한 긍정적인 측면도 존재하지만 부정적인 측면 역시 존재한다. 그 중 특히 "뉴미디어 스나이퍼"를 예시로 들 수 있다. 뉴미디어 스나이퍼란 미국 경영전문지 [하버드 비지니스 리뷰]에 게재된 논문에서 처음 사용되었던 단어인데, 이는 뉴미디어 공간이 발달하게 되면서 개인 혹은 단체가 특정 기업을 공격하여 여론을 주도하여 가짜뉴스를 전달해 자신들의 이익을 챙기는 악의적인 블로거를 말한다. 이렇게 악의적으로 뉴미디어를 활용하고 가짜뉴스를 퍼트리는 사람이 증가하자 국내의 전문가들은 조작된 뉴스의 생산을 줄여 사회적인 신뢰를 회복할 필요가 있다고 주장하고 또한 미디어 리터러시 능력을 길러야 할 필요성에 대해 언급하고 있다.

## 역사
1960년대 중반부터 예술과 컴퓨터를 결합시키려는 시도가 대두되었다. 1980년대에 이르러서는 앨런 케이와 제록스의 사원들에 의해 개인에게도 컴퓨터가 보급되기 시작하였다. 특히 1980년대 후반에서 1990년대 초반까지의 사회적 분위기 변화와 컴퓨터 디자인의 본격적 시작에는 일련의 관계가 있어 보인다. 실제로 아무 관계가 없더라도 냉전이 끝남과 동시에 인터넷이 개발된 것은 재미있는 일이다." 1980년대 중반까지 매체는 여전히 인쇄와 TV, 라디오 등의 아날로그 형태에 국한 되었다.
하지만 그 후 1980년대 후반 이후 25년 동안 매체는 인터넷과 컴퓨터 게임 등과 같이 디지털 컴퓨터를 활용하는 방향으로 빠르게 변화하였으며 디지털 TV와 온라인 출판 등은 전통적인 매체의 속성 역시 크게 바꿔놓았다. 예를 들어 1980년대 후반부터 등장하기 시작한 어도비 포토샵과 같은 이미지 편집 프로그램은 인쇄기의 물리적 형태마저 바꿔놓았다. "Andrew L. Shapiro(1999)"는 다음과 같이 말했다. "새로운 디지털 기술의 출현은 정보, 경험, 자원의 소유에 대한 개념을 크게 바꿔놓을 것이다." (Shapiro cited in Croteau and Hoynes 2003: 322)
또한 "W. Russell Neuman(1991)"은 다음과 같은 주장을 펴기도 하였다. "뉴 미디어 기술이 이끄는 변혁의 방향은 경제, 사회적인 반향을 일으킬수도 있다." "오늘날 오디오, 비디오, 전자 문서 등의 네트워크가 형성되면서 개인과 대중 사이의 구분이 모호해지고 있으며 공적인 커뮤니케이션과 사적인 커뮤니케이션의 경계가 허물어 지는 것을 보고 있다. "(Neuman cited in Croteau and Hoynes 2003: 322).
Neuman에 따르면 뉴 미디어는
1. 지리학적 거리 개념을 바꾸어 놓는다.
2. 커뮤니케이션의 절대량을 크게 증가시킨다.
3. 커뮤니케이션의 속도를 증가시킨다.
4. 보다 상호적인 커뮤니케이션을 가능케 한다.
5. 기존에는 분리되어 있던 여러 형태의 커뮤니케이션 방법을 서로 연결한다.

이와 관련하여 Douglas Kellner, Callum Rymer, James Bohman 등의 학자들은 실제로 인터넷을 포함한 뉴 미디어가 시민들의 적극적인 참여와 비계층적인 사회적 기여의 가능성을 가져올 것인가에 대해 많은 논쟁을 벌여왔다. Ed Herman과 Robert McChesney 등은 기존엔 상상할 수 없었던 초국가적인 거대 텔레커뮤니케이션 회사들이 등장하여 국제적으로 큰 영향을 끼치고 있는 것을 근거로 뉴 미디어의 독점적 위험성에 대해 이야기한다. 최근 Callum Rymer(2009)와 Lister(2003), Friedma(2005) 등은 뉴 미디어 기술이 내포한 긍정적인 의미와 부정적인 의미를 모두 지적하면서 초기의 뉴 미디어 관련 연구는 기술 결정론에 입각하여 연구되었기 때문에 문제가 있었다고 지적하였다. 뉴 미디어 기술이 갖는 의미는 뉴 미디어 기술의 특징에 의해서만 정해지는 것이 아니라 새로운 기술의 발전과 응용이 복잡한 사회 네트워크에 미치는 영향을 거꾸로 추론할 때만 알 수 있다는 것이다.

## 정의승리
뉴 미디어를 정의하는 방법은 여러 가지가 있지만 Wardrip-Fruin과 Montfort가 쓴 The New Media Reader에서의 여덟가지 간결한 설명을 이곳에 인용한다.
- 뉴 미디어와 사이버문화 - 사이버 문화는 인터넷과 네트워크 커뮤니케이션(블로그, 온라인 게임)과 관계된 여러 사회적 현상을 지칭하는 용어이며 뉴 미디어는 보다 문화적인 실체와 패러다임(디지털과 아날로그 TV, 아이폰) 등과 연관깊다.

- 컴퓨터 기술을 통한 유통 플랫폼으로서의 뉴 미디어 - 뉴 미디어는 (현재까지) 인터넷, 웹사이트, 컴퓨터 멀티미디어, 블루레이 디스크 등과 같이 디지털 컴퓨터 기술을 활용하여 유통하고 전시하기 위한 문화적 실체다. 이러한 정의는 자주 수정되어야 하는 문제가 있다. 언젠가 모든 문화적인 유통이 컴퓨터를 통해 이루어질 경우 뉴 미디어는 더 이상 새로울 수 없을 것이다.

- 소프트웨어를 통해 다룰 수 있는 디지털 데이터로서의 뉴 미디어 - 뉴 미디어로서 규정되는 컴퓨터 기반의 디지털화된 문화적 실체는 모두 몇가지 비슷한 속성을 갖는다. 뉴 미디어는 특정 소프트웨어를 통해 다룰 수 있는 디지털 데이터이며 같은 대상에 대해서 뉴 미디어는 여러 가지 다른 변화를 가할 수 있다. 일례로 행렬 데이터 형태로 저장된 이미지를 역상, 그레이 스케일링, 샤프닝 등의 여러 다른 알고리즘을 통해 변화시킬 수 있다.

- 기존 문화를 향유하는 방식과 소프트웨어를 통한 새로운 향유 방식의 합성으로서의 뉴 미디어 - 뉴 미디어는 데이터 표현, 접근, 처리에 관한 기존의 방식과 새로운 방식의 합성이다. 기존의 데이터는 눈에 보이는 실체와 실제로 경험할 수 있는 어떤 것을 통해 나타내었던 반면에 새로운 데이터는 수를 통한 새로운 방식으로 표현된다. 하지만 창조적인 과정에 컴퓨터가 전적으로 관여하는 것은 아니며 중요한 결정은 여전히 기술자에게 위임된다. 예) 영화제작과정에서 소프트웨어의 사용, 컴퓨터 애니메이션의 사용 등

- 근대의 새로운 매체와 통신 기술을 동반한 미학적 관점에서의 뉴 미디어 - 이데올로기적 관점이 반복적인 주기를 통해 다시 등장하듯이, 많은 미학적 관점 역시 두 번 세 번 반복해서 역사속에 등장할 수 있다... 단순히 특정 미학적 관점에 이름을 붙이고 그것이 등장한 시점을 기록하는 것은 의미가 없다. 그보다 특정 기술의 발달 배경과 근대의 사회적, 정치학적, 경제학적 발달 배경을 연관지을 수 있는 종합적인 분석이 필요하다.

- 이전에는 수공이나 다른 기술을 통해 이루어졌던 알고리즘의 수행을 보다 빠르게 할 수 있게 해주는 뉴 미디어 - 컴퓨터는 기존에 손을 통해 이루어졌던 작업의 속도를 크게 향상시켰다. 예) 계산기. 혁신적인 속도로 알고리즘을 실행할 수 있게 되면서 새로운 기술적 방식을 만들어내었다. 이것은 또한 상호작용적인 멀티미디어와 컴퓨터 게임 등과 같은 새로운 형태의 매체 예술을 가능하게 하였다. 어떤 관점에선 디지털 컴퓨터는 그저 빠른 계산기에 불구하지만 또 다른 중요한 측면을 무시할 수 없다: 바로 인공지능기기로서 사용가능하다는 것이다.

- 모던 아방가르드 사상의 부호화으로서의 뉴 미디어; 메타미디어로서의 뉴 미디어 - 레브 마노비치는 1920년대가 다른 어떤 시기보다 뉴 미디어와 관련깊다고 주장한다. 메타미디어는 새로운 주제를 다루기보다 기존 주제를 재해석한다는 점에서 포스트모더니즘과 일맥상통 한다. 뉴 미디어 아방가르드 사상은 정보를 취급, 정보에 접근하는 새로운 방식이라고 볼 수 있으며 (하이퍼미디어, 데이터베이스, 검색엔진 등) 메타미디어는 뉴 미디어 기술을 통해 기존의 대상을 새로운 대상으로 변화시키는 예로서

모더니즘 사상의 산물을 전혀 다른 포스트모더니즘의 산물로서 부호화하는 것이다.
- 제2차 세계대전 전후예술과 근대 컴퓨팅 아이디어의 표현 방식으로서의 뉴 미디어 - 제2차 세계대전 전후 예술과 조합론적 사고는 한 개의 매개변수를 변화시켜 체계적으로 새로운 이미지를 만들어내기도 하였다. 이는 일련의 비슷한 이미지와 조형물을 창조해 낼 수 있었다. 이러한 행태는 뉴 미디어의 본질인 알고리즘이 기술의존적인 것이 아니라 인류에 의해 결정되는 것임을 보여준다.

## 세계화와 뉴 미디어
뉴 미디어의 등장은 전 세계 사람들의 커뮤니케이션 양을 증가시켰다. 뉴 미디어는 사람들이 블로그와 웹사이트, 사진과 기타 개인제작 매체를 통해 자신을 표현할 수 있도록 하였다. Flew(2002)는 뉴 미디어 기술로의 진보가 세계화를 일으켰다고 주장하였다. 세계화는 일반적으로 "국가간의 경계를 넘어선 활동의 증가"로서 이야기할 수 있다. 세계화는 전자 통신 기술을 통해 사람들사이의 거리를 줄이는데(Carely 1992 in Flew 2002) 이러한 현상을 Cairncross(1998)은 "거리개념의 종말"로서 표현하기도 했다. 뉴 미디어 기술은 사회적 거리와 물리적 거리 사이의 연관성을 빠르게 허물었으며 결과적으로 사회관계적 관계에 있어 물리적인 위치의 제약은 사소한 문제가 되었다.(Croteau and Hoynes 2003:311) 반면, 뉴 미디어 기술로인해 변화한 환경은 '공론장(public sphere)'이라는 새로운 개념을 통해 여러 가지 시사점을 가져다 주었다. Ingrid Volkmer에 의하면 "공론장"은 공공의 커뮤니케이션이 국가의 정치, 문화적인 기관으로부터 독립되어 새롭게 구성되는 과정을 뜻한다고 정의된다. 이러한 세계화된 공론장의 형성은 단순히 국가로부터 세계로의 지리학적인 확대 뿐만 아니라 공공과 매체, 국가간의 위상을 바꾸어 놓았다.(Volkmer, 1999:123). 지리학적 경계를 초월하여 온라인에 형성된 "가상커뮤니티"는 실질적인 사회적 제약으로부터 자유롭다. Howard Rheingold(2000)은 현실에서 벌어지는 일들이 역시 비슷하게 일어나는 이러한 세계화된 사회집단을 스스로 구축된 네트워크라고 표현하였다. "사람들은 가상 커뮤니티 속에서 스크린 위에 문자라는 형식을 통해 간단한 안부를 묻기도 하며 논쟁을 벌이기도 하고 지식을 공유하기도 하고 회의를 하고 남의 험담을 하고 다투기도 하며 사랑에 빠지기도 하고 어느정도의 예술적 창작에 몰두하기도 하며 많은 양의 잡담을 나누기도 한다." (Rheingold cited in Slevin 2000:91). Sherry Turkle은 "컴퓨터를 자신의 두 번째 자아로서, 기계를 통해 자신의 생각을 표현함으로써 인간관계를 대신하게 할 수 있다"라고 말했다(Holmes 2005:184). 뉴 미디어는 비슷한 생각을 가진 전 세계 곳곳의 사람들을 하나로 묶어주는 힘을 가진 것이다. 이러한 관점은 기술의 발전이 단순히 세계화를 주도한다고 주장하는데, 이러한 "기술결정론"적 관점에 대해 주류 매체연구자들은 우려를 표명한다. 대신 그들은 기술 연구를 위한 기금조성과 연구 과정과 생산과정, 그리고 기술이 실제로 적용되었을 때 사용자들로부터 형성되는 피드백 등의 다중적인 과정을 모두 고려하여 기술이 발전해나가는 과정을 지켜보고 적극적으로 가이드해야 한다고 주장한다. Castells는 '완곡한 결정론'을 주장했다. '기술이 사회 변화를 결정짓지 않으며 또한 사회 역시 기술적인 변화를 지시하지 않는다. 개인의 독창성과 기업가 정신 등의 많은 요인이 과학적 발견과 기술적 혁신 및 그것의 사회적 응용과정에서 영향을 끼치기 때문에 최종적인 산물은 상호작용에 기반한 복잡한 패턴을 보이게 된다. 실제로 기술 결정론은 사회와 기술을 따로 떨어뜨려 생각하며 문제를 일으킬 수 있다.'(Castells 1996:5) 이는 사회적인 변화가 기술발전으로부터 촉발된다는 Marshall McLuhan등의 주장과 확연히 차이를 보인다. Manovich와 Castells는 대중매체가 산업대중사회의 논리에 부합하는 반면 개인의 개성 역시 존중한다고 주장한다. (Manovich 2001:41) 뉴 미디어는 시민 각자가 자신만의 생활방식으로 수많은 이데올로기 중 한 가지를 선택할 수 있는 후기산업사회와 세계화사회의 논리에 부합한다. 이러한 사회에선 마케팅 역시 대중들에게 한 가지 대상을 강요하기보다 개개인의 특성에 맞는 상품을 제공하는 것을 목표로 한다. (Manovich 2001:42).

## 사회적 변화의 도구로서의 뉴 미디어
뉴 미디어 기술이 널리 통용되면서 사회운동 매체 역시 빠르게 변화했다(Chris Atton). 멕시코 치아파스의 사파티스타 해방군은 1994년 처음으로 뉴 미디어의 가능성을 널리 인지하고 성명발표 및 조직기획등 공식적인 활동에 뉴 미디어를 효과적으로 활용하였다. 그 후 수많은 사회운동에서 활동의 결과물을 가르치고 조직하고 공유하고 연합하고 전달하는 등등의 일에 뉴 미디어를 이용하였다. 1999년 세계무역기구 장관 회담에 대한 항의 시위는 사회운동에 뉴 미디어를 이용한 또 하나의 중요한 예이다. 이 시위에서 뉴 미디어는 참가자들과 소통하고 그들을 교육시키는데에 사용되었으며 새로운 대안 매체의 역할을 하였다. Indymedia 역시 이러한 추세를 반영하여 정보의 민주화를 위한 훌륭한 도구의 역할을 하였으며 뉴 미디어를 활용한 사회 운동의 대표적 예가 되었다. 몇몇 학자들은 이러한 변화를 "소통과 정보에 대해 기존 신자유주의 기술결정론적 사고에 대항하는 급진적인 사회기술 패러다임"의 탄생이라라고까지 하였다. 이보다는 조심스럽지만 비슷한 관점을 가진 학자들은 사람들이 인터넷을 통해 신자유주의에 대항하는 세계화된 대중으로 조직되었으며 자본보다 인간을 중심으로 하는 특징을 갖는다고 하였다. 물론 또 다른 학자들은 뉴 미디어의 사회적인 역할에 대해 회의적인 견해를 가지고 있다. 많은 학자들이 뉴 미디어에 대한 사람마다의 불균일한 접근성이 사회전반적인 움직임에 적합하지 않다고 보았으며 때로는 사회 운동 내에서의 불화를 초래하기도 한다고 주장하였다. 또 다른 학자들은 일단 접근성을 확보한 사람들에 대해서도 사회운동을 위해 뉴 미디어가 실제로 얼마나 민주적이고 쓸모있는지 회의적인 질문을 던지기도 하였다. 이 밖에도 여러 가지 면에서 사회변혁을 위한 도구로서 뉴 미디어의 효용성은 학계의 폭넓은 논의를 거치지 않은채 사회운동가들에 의해 주장되고 있다. 뉴 미디어는 프리허그캠페인과 같은 보다 덜 급진적인 사회운동을 위해 사용되기도 하였다. 그들은 웹사이트와 블로그, 온라인 비디오를 통해 운동의 효용성을 증명해 보였다. 또한 대형 블로그와 같은 매체는 다양한 사회적 관점과 상황이 널리 퍼지고 결과적으로 대중의 관심을 받도록 만들었다. 일례로 티베트 독립 캠페인은 여러 웹사이트를 통해 널리 전파되었으며 밴드 Gorillaz와 협력하여 그들의 동영상 클립에 등장하기도 하였다. 뉴 미디어로부터 발생된 사회적 변화는 이것들 말고도 다양하며 TextSpeak과 CyberPunk와 같은 다양한 새로운 하위문화를 탄생시켰다.
미국 주지사들에게 뉴 미디어:
1. 시민들은 뉴 미디어를 통해 나은 서비스를 제공받고 국가 경영에 대한 보다 많은 정보를 공유하고 자신들의 의견을 더욱 쉽게 관철시킬 수 있다.
2. 주지사들의 입장에서 뉴 미디어는 자신들의 이름과 아이디어와 성취결과를 시민정신에 입각하여 보여줄 수 있는 기회를 제공한다.
3. 연방, 지방 정부에 이미 존재하는 뉴 미디어 기관과 협력하여 새로운 프로그램을 추진하는 비용을 절감할 수 있다.
4. 뉴 미디어는 기자회견을 넘어선 비디오, 트위터 등과 같은 다양한 정부 주도적인 커뮤니케이션에 잘 어울린다.
5. 뉴 미디어는 새로운 방식과 새로운 비용구조를 함께 아우르는 고민을 해야한다. 다음과 같은 경우를 예로 들 수 있으나 이들에 국한되지는 않는다: 사용자 계정 인증, 보안 계정, 상시 이용가능한 구조, 데이터 마이닝, 일반적이고 고도로 개인화된 우편물, 지리적 위치, 운송 방법, 자동 전화 발신, 고속도로 광고판, 기타 과업을 자동화하는 것.
6. 디지털 그랜드 캐년- 80/20 법칙에 근거한 한 조사에 의하면 뉴 미디어는 20%의 시민들에게 아주 효과적인 채널이며 60%의 시민들에게 약간의 효과를, 나머지 20%의 시민에게는 전혀 닿지 않는다. "디지털 그랜드 캐년"은 또 하나의 큰 단절이며 단절은 곧 침묵으로, 일부의 시민들을 귀머거리로 만든다. 국가의 모든 시민들이 동등한 접속 가능성을 가질 수 있도록 기회 공급의 균형이 중요하다. 더 많은 사람들에게 효과를 보이기 위해서는 다음과 같은 것들을 고려하라. - 미국인이라면 TV를 보거나 전화를 받는 것을 편하게 생각할 것이다. - 뉴 미디어 기술을 이용하면 지역화된 TV 커뮤니케이션이나 자동 전화 발신장치를 사용하여 이들과 소통할 수 있을 것이다. 나아가 미국인이라면 우편함의 엽서나 고속도로의 광고판, 그리고 마을에 부착된 전단지 등을 통해 정부와 소통하기를 선호할 수도 있다.
7. 어린아이들에게 뉴 미디어의 혜택을 주는 방법은? 뉴 미디어를 통하여 뉴 미디어의 강점을 이야기하고 어디서 어떻게 뉴 미디어에 접근할 수 있는지 알려준다.
8. 법적인 이유나 상업 광고화 되는 것을 막기 위해서 정부를 위한 뉴 미디어 기술은 수정될 필요가 있다.
9. 기타 질문과 지적 사항들: 거대한 사회 네트워크 집단/팔로워/팔로잉을 만드는 것은 오랜 시간이 걸린다. 이는 정부에게 주어진 한 가지 과제이자 기회이다.

## 같이 보기
- 증강 현실
- 집단 지성
- 사이버 문화
- 디지털 미디어
- 디지털 아트
- 원격 교육
- 전자 매체
- 정보화시대
- 대화형 매체
- 라이브스트리밍
- 대중 매체
- 멀티미디어
- 미디어 아트
- 미디어 아트
- 소셜 미디어 마케팅
- UCC
- 전기 통신
- 웹 2.0